# 大雁塔

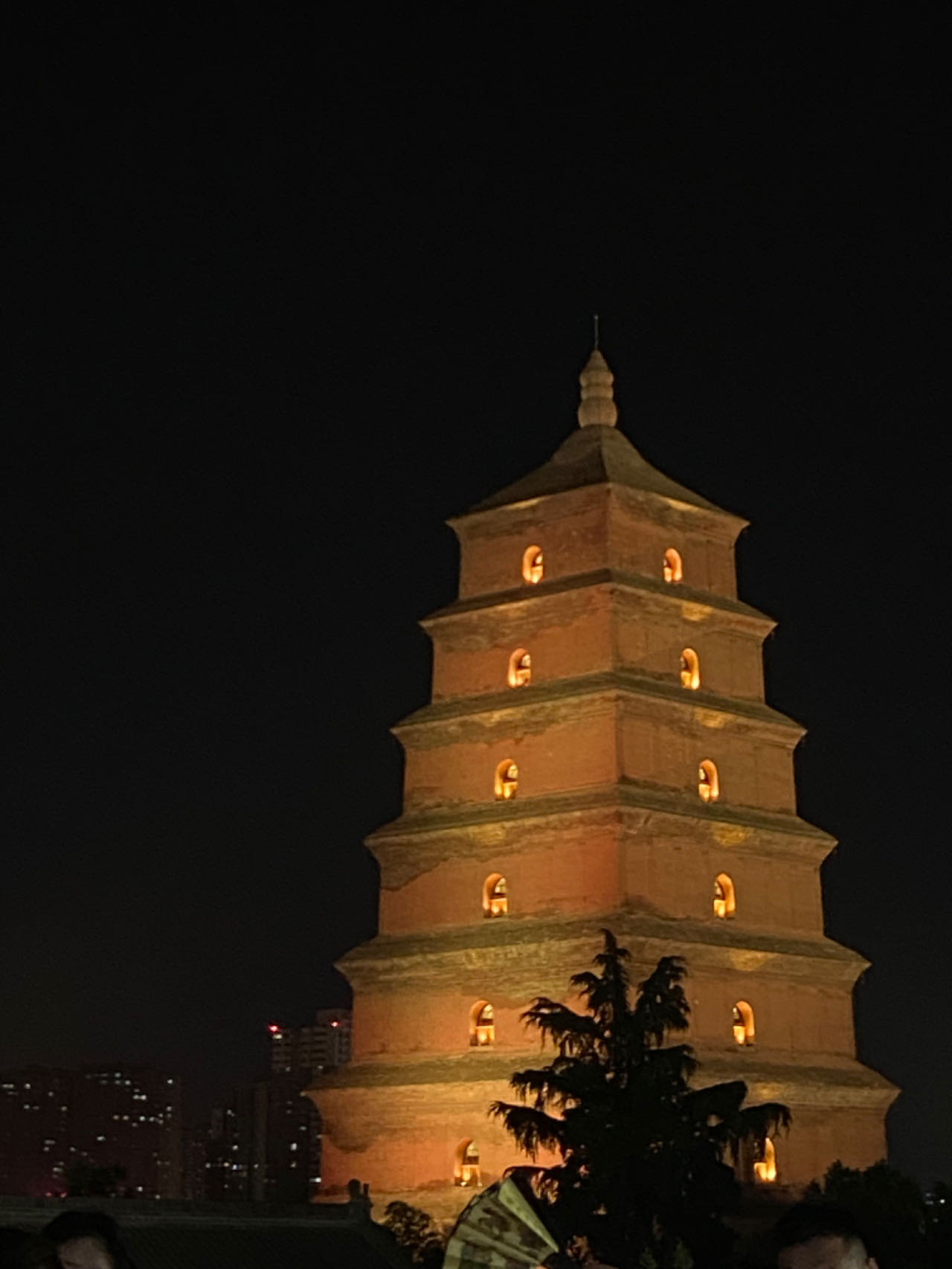
大雁塔夜景照片

大雁塔，位于今中华人民共和国陕西省西安市雁塔区大慈恩寺内，為一座七层方形佛塔，起初是玄奘三藏为保存佛经而建造的磚塔，現已成為西安市内著名古迹及标志性建筑，同时也是西安市市徽当中的主要组成部分。唐代新科進士流行在塔壁簽名留念，故雁塔題名一詞也成為考取進士的別稱。

## 历史

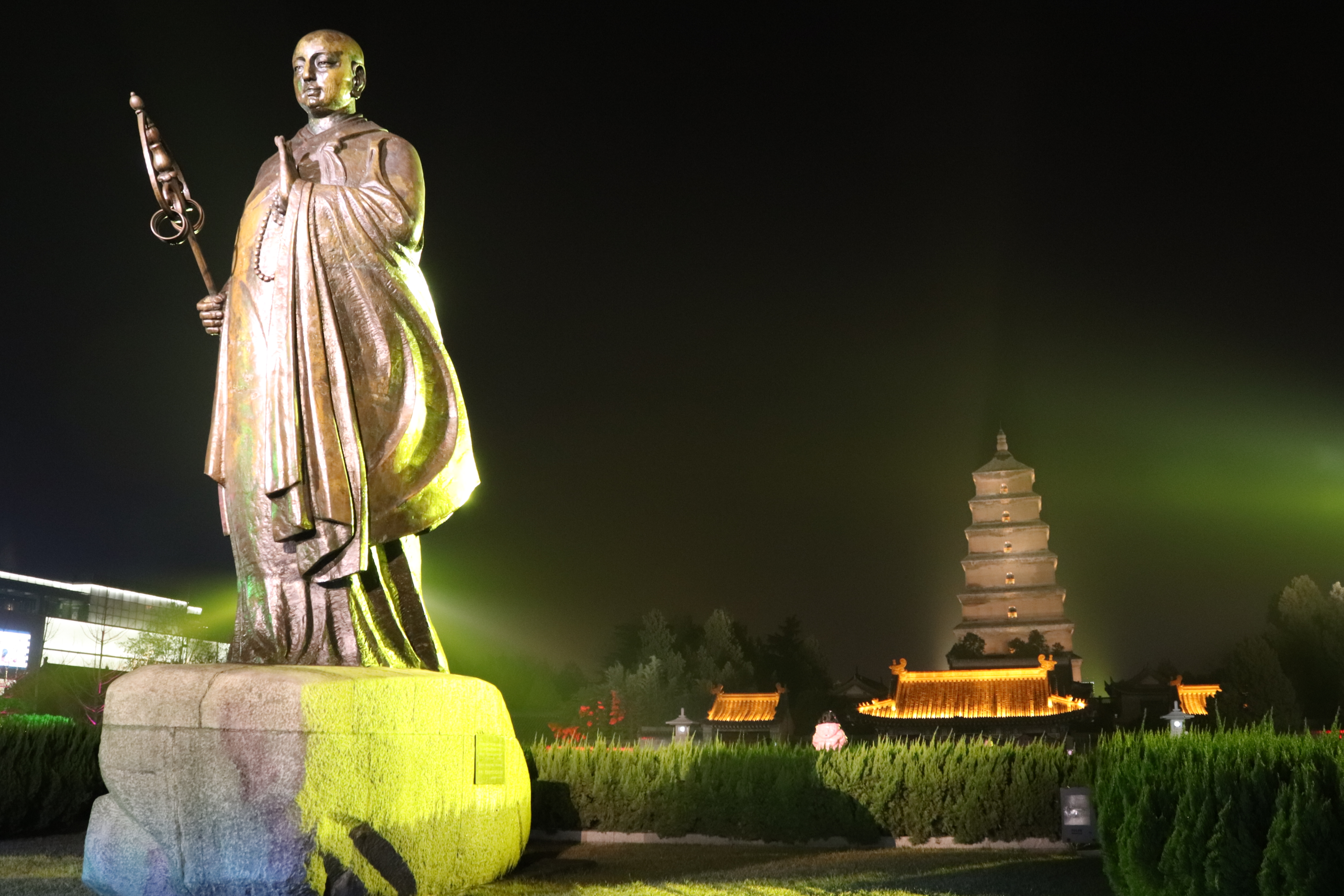
夜间的大雁塔和玄奘雕像

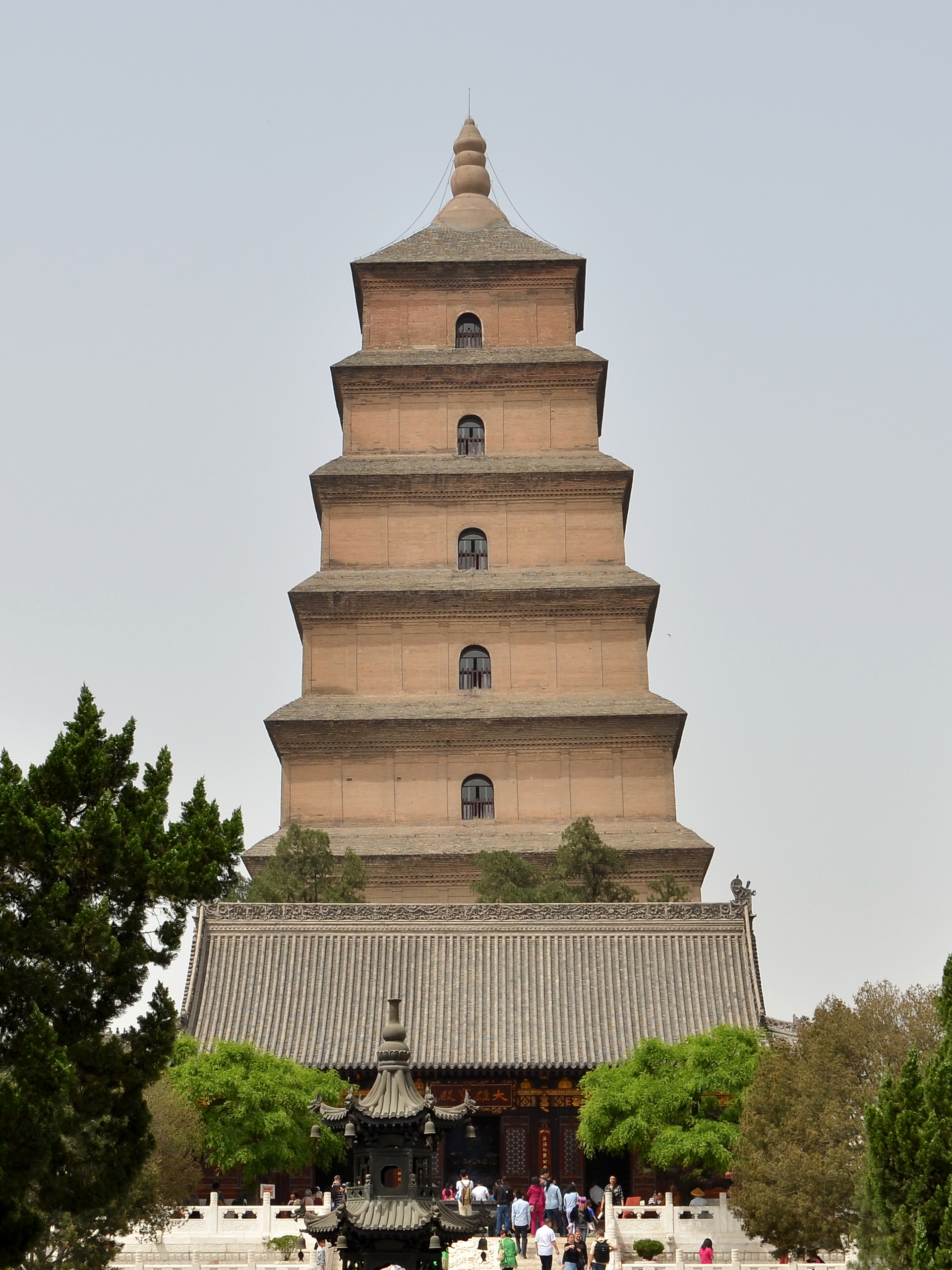
大雁塔正面，对比前面的大雄宝殿可看出塔身有一定的倾斜

唐永徽三年（652年），为了保管从印度带回来的数百部梵本佛经，玄奘在大慈恩寺西院主持修建一座西域风格的藏经塔，初称慈恩寺塔，此后被改称为雁塔，最终与荐福寺内的小雁塔相区别而被改称为大雁塔。而关于“雁塔”这一名称的来历，流传较广的说法认为是根据“埋雁建塔”的典故来命名的:14。
初建塔身为五層外砖内土结构，武周长安年间时，塔身已经因砖缝之间长满杂草而毁坏，武则天和王公们遂于长安年间捐资，将原塔拆除之后改建七层方形楼阁式塔，大历年间被改建为十层，后毀於战火，此后再次被改建为七层:11-12:7。五代后唐长兴年间（930-933年），西京留守安重霸曾再加以维修，大雁塔此时基本定型:64。时至北宋时期慈恩寺僅剩大雁塔，明成化二年（1466年），包括大雁塔在内的慈恩寺被重新整修，万历三十二年（1604年）又专门对大雁塔进行修葺，塔内各层被重新安装阶梯:20-21，并且在唐代塔身外再加砌厚度六十公分之包層:7。清朝康熙年间时，大雁塔開始出现倾斜，直至1996年时倾斜程度甚至达到1米左右，此后经过保护才有所恢复。中华人民共和国成立后，大雁塔得到了专门保护。1963年，大雁塔被列为全国重点文物保护单位，2013年时作为“丝绸之路：长安-天山廊道的路网”的组成部分被列入世界文化遗产中。

## 结构

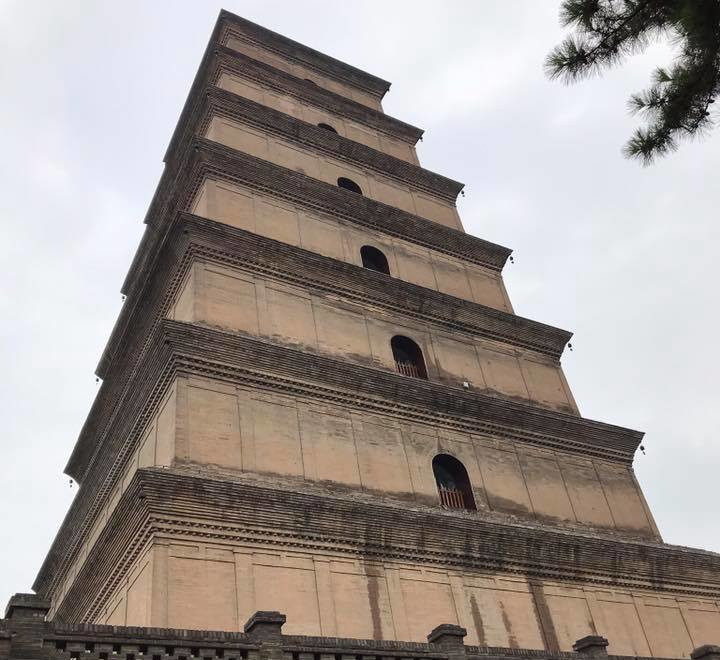
侧面

大雁塔位于大慈恩寺的北部，为楼阁式的方形砖塔，由塔座、塔身、塔顶组成。整座塔算上塔座的高度共计64.1米。塔座高约4.2米，南北宽约48.8米，塔身的最下层边长25米，以上各层逐渐收分，呈棱锥状。每层交界处均有仿照木结构的形式砌筑的枋、栏额、斗拱和砖柱。每层内有开间，第一层和第二层每面均有10根隐柱，每层塔室均分为9间；第三层和第四层每面共有8根隐柱，每层塔室均分为7间；第五层至第七层每面共有6根隐柱，每层塔室均分为5间，各塔室内均绘有壁画，主要内容为玄奘西行取经的经过。第一层的四面均有石门，门楣上有阴刻佛像和天王像。每层4面均开有一个砖券拱门，塔室内部设有可供登塔的阶梯，共248阶。底层四面券门上均有青石质地的门楣和门框，上方刻有线刻佛像，其中西门楣上刻有阿弥陀佛说法图:23:64:60:59。
塔底层南门外两侧的砖龛中各有一块石碑，其中一块为唐太宗李世民与贞观二十二年（648年）为玄奘所翻译的经书撰写的总序《大唐三藏圣教序》，另一块为唐高宗李治为《大唐三藏圣教序》撰写的《大唐三藏圣教序记》。两块石碑均为褚遂良所写，保存较为完整，字迹清晰。碑额上刻有蟠螭，侧面刻有卷叶蔓草，碑座上刻有天人舞乐的图案。:23:11-14。

## 开发与保护

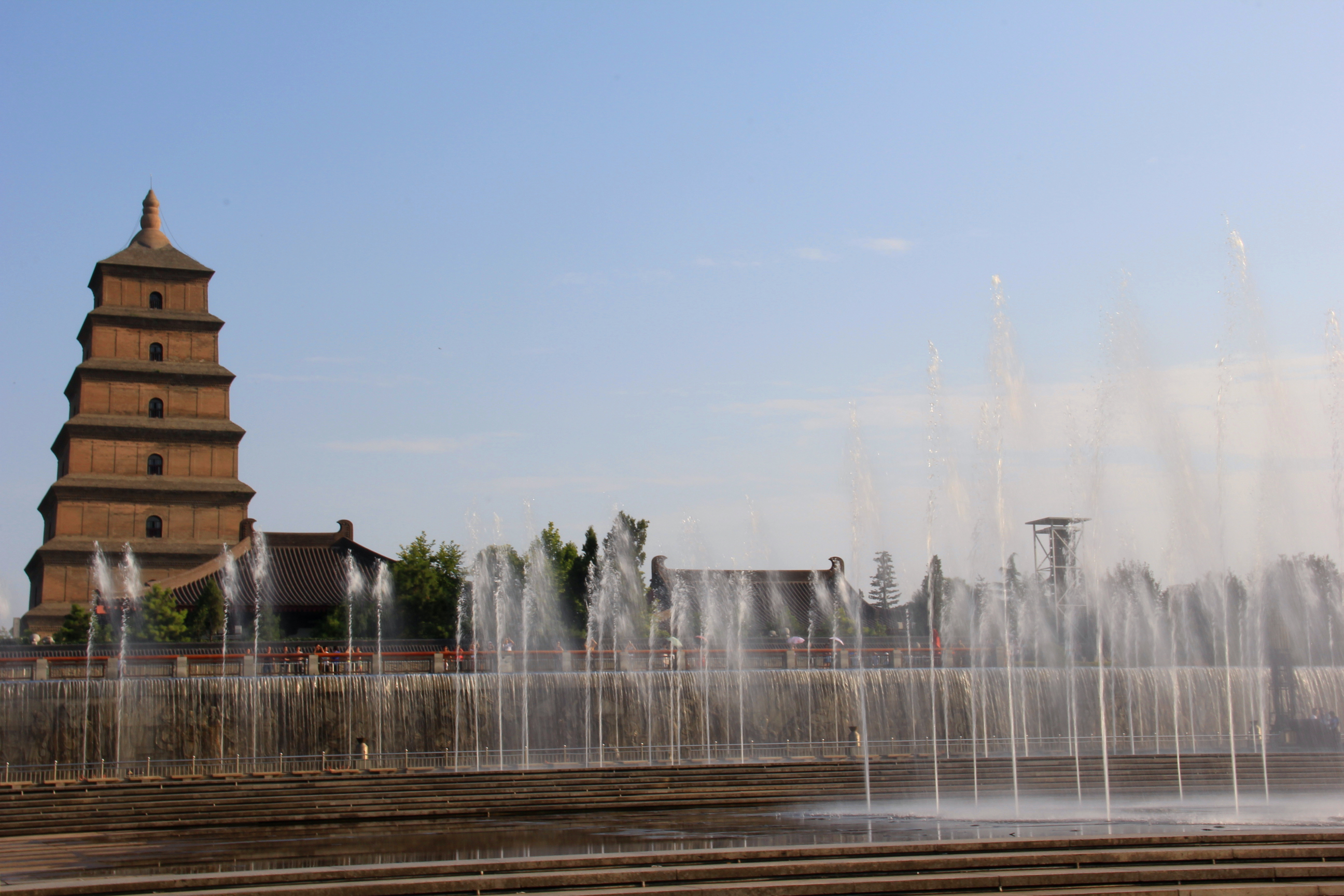
大雁塔北侧广场有定时的喷泉表演

1954年，大雁塔内的盘梯被更换一新，塔的内壁得以整修。1961年，大雁塔被列为全国重点文物保护单位。1962年，塔上安装了避雷设备:22。1963年，大雁塔的塔顶得到整修。1990年时，经报请国家文物局同意，大雁塔保管所组织人员对大雁塔进行维修，这次维修一直持续到1992年，主要工作为对第二层塔檐进行加固，维修塔顶，更换底层部分坏砖。1995年6月，大雁塔的避雷工程整体升级改造，这次工程持续时间为1年。2000年至2003年，大雁塔塔顶及塔檐防渗加固工程完成。2008年时，汶川地震导致了大雁塔顶部出现渗漏，相关的维修工作于2012年6月动工并完成。2014年6月22日，由中国、哈萨克斯坦与吉尔吉斯斯坦跨国联合申报的“丝绸之路：长安-天山廊道的路网”项目，在第38届世界遗产大会上成功申遗，大雁塔连同小雁塔、兴教寺塔等一同被列入世界遗产名录中。
1956年，西安市人民政府成立了大雁塔的专职保护机构，是为大雁塔保管所。该保管所主要负责大雁塔的日常维护、突发事件处理、大规模维护工作组织和旅游开发，曾先后是西安市文化局、文物局、文物园林局的下属单位。1983年，大雁塔保管所归属变更为西安市民族事务委员会管理。2013年7月16日，西安市人民政府审议通过了《西安市大雁塔保护管理办法》，该办法自2013年8月26日起施行。
由于当地地下水被过度开采，从1945年起，大雁塔的倾斜速度开始加快，1985年到1996年时，大雁塔的倾斜速度一度达到平均每年1毫米，到1996年时，经中华人民共和国测绘单位实地测量，大雁塔的倾斜度已经达到1.0105米。对此西安市政府于1996年开始对大雁塔周边单位的400多口自备井实施封井措施，这使得大雁塔从1997年开始逐渐回位。截至2006年底，大雁塔已经向倾斜的相反方向回位了9.4毫米，平均每年回位1毫米左右，速度相对稳定。
1988年，西安市市徽正式设计完成，其中主要构成部分即为大雁塔的剪影。2001年初，大雁塔南广场正式于大慈恩寺前建成。占地32.6亩，广场上包含有玄奘雕塑、园林绿地、花岗岩铺地和水面过桥等设施。2002年12月时，大雁塔北侧正式开始拆迁改造，2003年3月大雁塔北广场正式开工建设，至2003年12月正式建成，整座广场南北长300米，东西宽450米，总占地200亩，主要由中央水景区、唐文化主题广场、开放式园林、艺术长廊和商贸配套设施等部分组成。2013年时，大雁塔原有的20元淡季门票、30元旺季门票的价格遭到游客投诉，但经过投诉后的旺季门票价格反而上涨至40元。对此陕西省物价局官网发布声明，表示这次涨价并未通过审批，相关的涨价决定实际是工作人员的失误。此外，在2013年，为了保证大雁塔在其周围的绝对地标作用，西安市规划局公示了大雁塔周围的缓冲区范围，具体范围为：“北至南二环、南至雁南三路、西至翠华路、东至芙蓉东路，以及雁塔路至和平门、雁塔西路至含光路、雁塔南路至雁南四路红线范围的三条视线通廊”的地带，并将缓冲区划分为6米、9米、12米、18米、24米、36米、45米、60米控高片区。